# Fontiers-Cabardès
Fontiers-Cabardès är en kommun i departementet Aude i regionen Occitanien  i södra Frankrike. Kommunen ligger  i kantonen Saissac som ligger i arrondissementet Carcassonne. År 2022 hade Fontiers-Cabardès 467 invånare.

## Befolkningsutveckling
Antalet invånare i kommunen Fontiers-Cabardès
Referens: INSEE